# Pasturo
Pasturo is een gemeente in de Italiaanse provincie Lecco (regio Lombardije) en telt 1798 inwoners (31-12-2004). De oppervlakte bedraagt 22,1 km², de bevolkingsdichtheid is 80 inwoners per km².

## Demografie
Pasturo telt ongeveer 727 huishoudens. Het aantal inwoners steeg in de periode 1991-2001 met 17,2% volgens cijfers uit de tienjaarlijkse volkstellingen van ISTAT.
| Jaar | Inwoneraantal |
| ---- | ------------- |
| 1991 | 1498          |
| 2001 | 1756          |

## Geografie
Pasturo grenst aan de volgende gemeenten: Ballabio, Barzio, Cremeno, Esino Lario, Introbio, Mandello del Lario, Primaluna.